# LIVE FOR THE PEOPLE
『LIVE FOR THE PEOPLE』（ライブ・フォー・ザ・ピープル）は、1995年12月22日に大阪で開催された「X'mas For The People」と、1996年1月27日-1月28日に東京で開催された「New Year For The People」の、V6初のライブツアー。また、その模様を収録した映像作品である。1996年3月21日にVHS発売。2000年9月27日にDVD発売。発売元はavex trax。当初リリースされる予定だったタイトルは『LIVE AT the people』(Theと、Peopleはアルファベット小文字表記)であった。

## 概要
V6初のライブツアー、大阪城ホールで開催された「X'mas For The People」（1995年12月22日）と代々木ホワイトシアターで開催された「New Year For The People」（1996年1月27日-1月28日）を映像化したもの。主に代々木ホワイトシアターの模様を収録。VHSとDVDの収録内容は共通である。

## 収録内容
1. OPENING
2. OVERTURE 4 DA PEOPLE
3. MUSIC FOR THE PEOPLE
4. YO-YO(原曲:男闘呼組)
5. そろそろやっか(原曲:男闘呼組)
6. ダンス ダンス ダンス(原曲:少年隊)
7. KOOLじゃ待てない～Don't Stop
8. 大丈夫 - Coming Century
9. Believe(原曲:植草克秀) - 20th Century
10. OUR RADIO ROCK'S(原曲:PJ & DUNCAN) - Coming Century
11. 急げ若者(原曲:フォーリーブス)
12. MADE IN JAPAN
13. ユーロビートメドレー
  1. FIRE(原曲:MEGA NRG MAN)
  2. YA-YA-YA(原曲:KING & QUEEN)
  3. WILD REPUTATION(原曲:THE BIG BROTHER)
  4. WHAT IS LOVE(原曲:MIKE SKANNER)
14. 夕焼けの歌(原曲:近藤真彦)
15. MEN'S BUGI(原曲:男闘呼組) - Coming Century
16. Cool(原曲:林田健司)
17. Theme of Coming Century
18. 真夜中のMERRY-GO-ROUND～Run!Run!Run!～ヴギヴギ・キャット

[ENCORE]
1. MADE IN JAPAN
2. MUSIC FOR THE PEOPLE

10と11の間に、12月22日早朝、東京駅から新大阪駅への新幹線移動および公演前楽屋裏の様子が、18とE1の間に公演後の様子が挿入収録されている。

## 出演
主なジャニーズJr.（順不同）
- 原知宏
- 喜多見英明
- 大野智
- 町田慎吾
- 滝沢秀明
- 今井翼
- 川野直輝
- 浜田一男
- 大坂俊介